# Wojna polsko-szwedzka (1600–1611)
Wojna polsko-szwedzka o Inflanty 1600–1611 stanowiła dalszy ciąg szwedzko-polskich sporów dotyczących podziału ziem dawnego zakonu kawalerów mieczowych. Dodatkowym czynnikiem była walka o tron szwedzki między Karolem Sudermańskim a Zygmuntem III Wazą.

## Wstęp
Gdy w listopadzie 1592 roku zmarł król Szwecji Jan III, koronę szwedzką odziedziczył jego syn i prawowity następca Zygmunt III Waza, od pięciu lat elekcyjny władca Rzeczypospolitej. Unia personalna między Szwecją, Polską i Litwą stała się faktem. Zygmuntowi pozostało jedynie udać się przez Bałtyk i objąć władzę nad swoim dziedzictwem. W maju 1593 roku sejm Rzeczypospolitej wydał Zygmuntowi pozwolenie na wyjazd do Szwecji. We wrześniu przybyła do Sztokholmu flota, która przywiozła następcę szwedzkiego tronu wspomaganego przez wojska polskie oraz zaciężnych Węgrów i Niemców.
Zygmunt, który był katolikiem, nie wzbudzał w protestanckiej Szwecji sympatii, a jego plany przywrócenia katolicyzmu powodowały, że miał tam wielu wrogów. Do pierwszej scysji doszło już w lutym 1594 roku podczas sejmu koronacyjnego, kiedy to Zygmunt domagał się uchwalenia wolności nabożeństw dla katolików. Odmówiono mu tego stanowczo, a nawet zagrożono utratą praw dziedzicznych do korony szwedzkiej. By tych praw nie utracić, Zygmunt potwierdził wolność wyznania luterańskiego. Koronacja, której dokonał duchowny protestancki, odbyła się 20 lutego 1594 roku. Przed odpłynięciem do Polski Zygmunt przekazał rządy Radzie Królestwa i swemu stryjowi księciu Karolowi Sudermańskiemu. Już w rok później zwołany został riksdag, który nadał Karolowi Sudermańskiemu tytuł naczelnika Królestwa. Ten, wykorzystując poparcie niższych warstw społecznych, zaczął powiększać swoją władzę. Doszło do tego, że w 1597 roku jego oponenci i zwolennicy Zygmunta musieli uciekać do Polski. Interwencja Zygmunta była w tych warunkach nieunikniona.
Jednym z głównych problemów była sprawa Estonii, którą Zygmunt obiecał przekazać Rzeczypospolitej w pacta conventa. Szwecja w maju 1595 zawarła traktat z Rosją, w którym Rosja zrzekała się na jej rzecz Estonii i Narwy. Zygmunt, dopóki był królem Szwecji, nie miał najmniejszego powodu, by spełnić daną obietnicę i przekazać Estonię Polsce. Utrata korony mogła ten stan zmienić. W stosunkach między Rzecząpospolitą i Szwecją do sporu o schedę po kawalerach mieczowych dochodził zatem jeszcze spór dynastyczny i religijny.
W Polsce niechętnie patrzono na nową wyprawę Zygmunta do Szwecji, ponadto sejm z 1597 roku upomniał się o Estonię. W końcu w maju 1598 roku król Zygmunt wyruszył z Warszawy do Gdańska, gdzie czekała na niego flota złożona z 85 statków. Prowadził ze sobą prywatne oddziały zaciężnych wojsk polskich, niemieckich i węgierskich. Towarzyszyli mu w tej wyprawie, obok jego szwedzkich stronników, tak wybitni dowódcy wojskowi jak Jerzy Farensbach, Władysław Bekiesz i Jan Jakub Wejher. Gdy w lipcu prowadzący pertraktacje z Karolem Sudermańskim Samuel Gotard Łaski przybył z wieścią o braku ugody, król podjął decyzję, by ruszyć do Szwecji. Zanim dotarł do jej brzegów, jego stronnicy rozpoczęli walkę z Karolem. Flota z królem Zygmuntem wypłynęła z Helu 5 sierpnia 1598 roku i po czterech dniach dotarła do Kalmaru, który poddał się Zygmuntowi. Po pokonaniu Karola pod Stegeborgiem król wdał się w niepotrzebne pertraktacje ze swym stryjem. Karol wykorzystał ofiarowany mu czas, odbudował swe siły i 25 września pobił Zygmunta pod Linköping. Pokonany Zygmunt 30 października wrócił do Gdańska, jednak nigdy nie wyrzekł się swego tytułu króla Szwedów, Gotów i Wenedów.

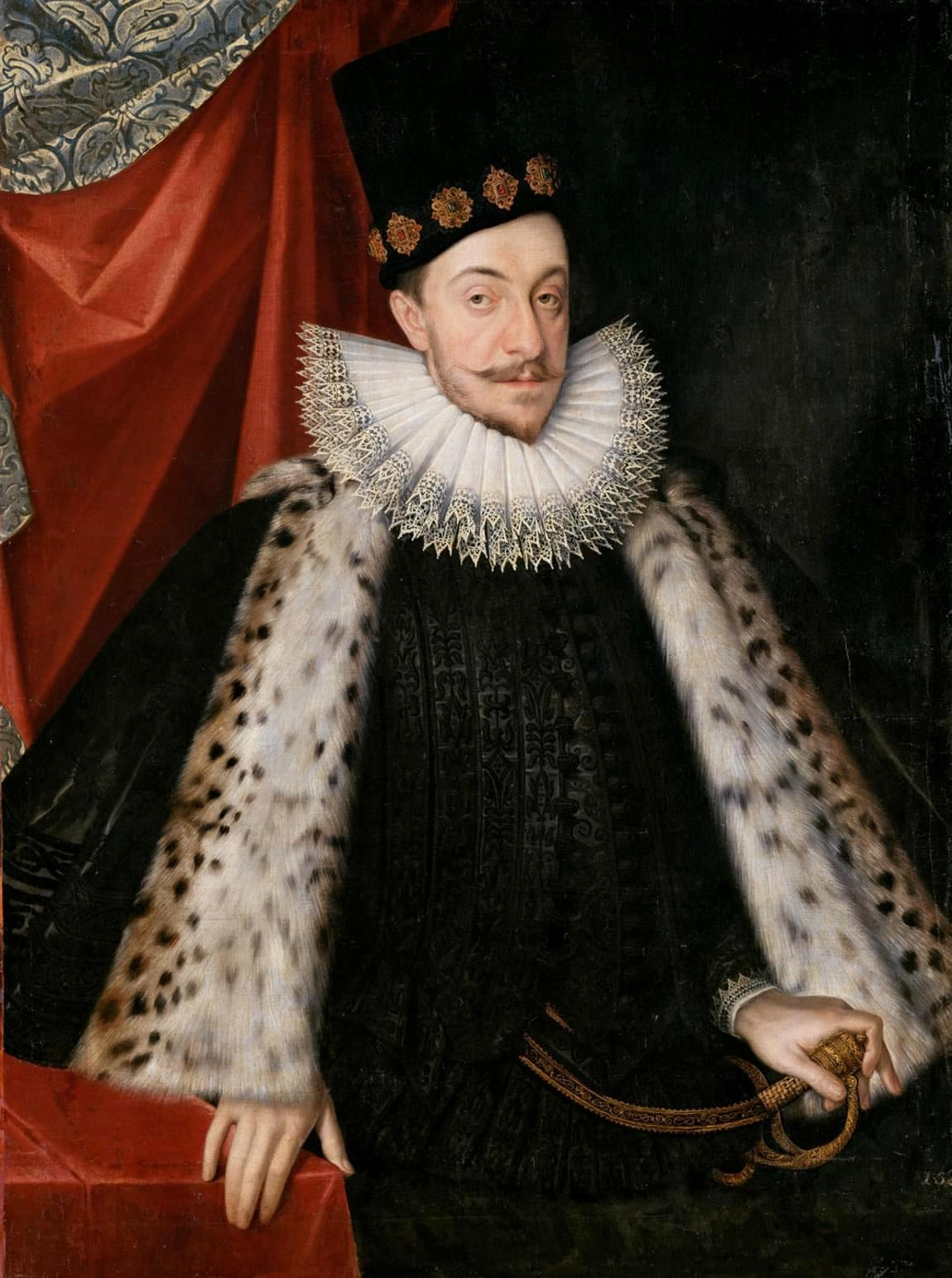
Zygmunt III Waza

W lipcu 1599 roku riksdag zdetronizował Zygmunta Wazę, natomiast uznał za następcę tronu jego syna Władysława. Postawiono jednak warunek, by 4-letni wówczas królewicz w ciągu sześciu miesięcy przybył do Szwecji, gdzie miał zostać wychowany w wierze luterańskiej. Dla Zygmunta był to oczywiście warunek nie do przyjęcia. Chcąc wciągnąć w swój spór dynastyczny całą Rzeczpospolitą, na sejmie 12 marca 1600 roku król Polski ogłosił przyłączenie Estonii do Rzeczypospolitej. Między Polską i Litwą a Szwecją zaczynała się długa seria wojen, w której sprawy dynastyczne pomieszane były z interesami gospodarczymi, politycznymi oraz ze sporami natury religijnej.

## Wojna

### Szwedzka ofensywa
Już w listopadzie 1599 roku wojska księcia Karola Sudermańskiego opanowały Narwę, a do marca 1600 roku wyparły załogi polskie z Estonii (która wkrótce formalnie uznała władzę Karola), by następnie przystąpić do działań wojennych prowadzonych na pełną skalę. W Rewlu i Narwie 19 sierpnia 1600 roku wylądowała silna armia szwedzka licząca 10 000 żołnierzy. Gdy dołączyła do niej szlachta estońska i chłopska piechota dymowa, siły szwedzkie osiągnęły stan 14 000 żołnierzy. Całością dowodził Karol Sudermański. Dowodzący siłami polskimi w Inflantach wojewoda wendeński Jerzy Farensbach miał jedynie 2400 zaciężnych żołnierzy (w tym 800 husarii i 1000 piechoty). Gdy dotarły do niego kontyngenty miasta Rygi, posiłki kurlandzkie, pospolite ruszenie inflanckie i Tatarzy litewscy siły Rzeczypospolitej osiągnęły stan 4500 żołnierzy.

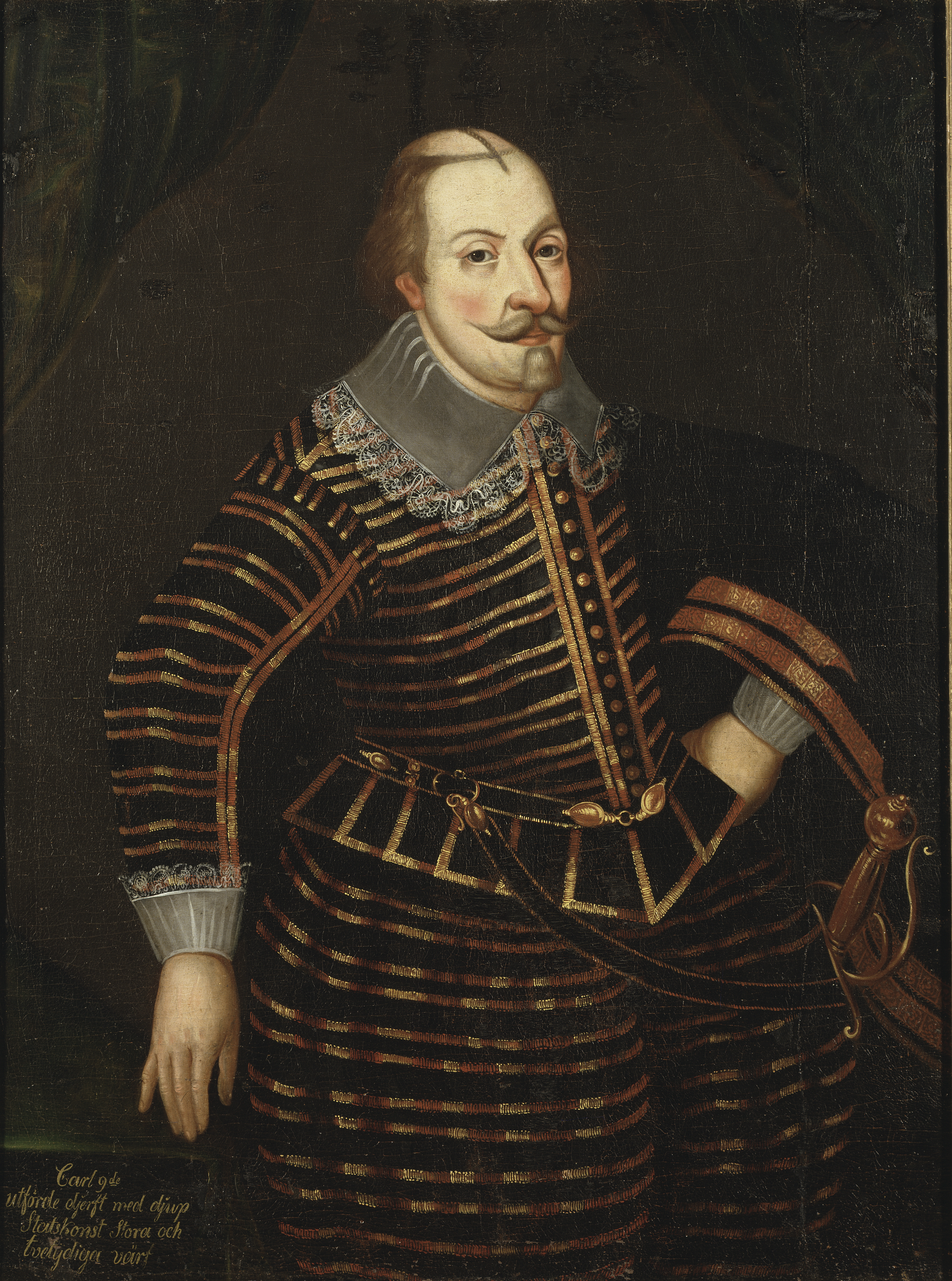
Karol Sudermański

Wojska księcia Karola po zakończonej koncentracji wyruszyły 13 września. Uderzająca na Inflanty armia szwedzka podzielona została na dwie grupy. Pierwsza maszerowała z Rewla na Parnawę, druga natomiast z Narwy na Dorpat. Dysponujący zbyt słabymi siłami Jerzy Farensbach, nie był w stanie powstrzymać szwedzkiej ofensywy. Wygrał co prawda kilka potyczek i pobił Szwedów 29 października w bitwie pod Karksi, nie zdołał jednak zapobiec utracie Parnawy (17 października) i Fellinu (3 listopada). Następnie Szwedzi oblegli Dorpat, który skapitulował 6 stycznia 1601 roku. Powodzenia szwedzkiego nie zachwiała nawet klęska w stoczonej następnego dnia bitwie pod Kiesią, gdyż nieopłacone wojsko litewskie rozeszło się po kraju, szukając żywności i grabiąc mieszkańców. Sprawiło to, że miejscowa ludność w coraz większym stopniu sprzyjała Szwedom, którzy wkrótce po przegranej bitwie zdobyli Wolmar.
W lutym 1601 roku Szwedzi dotarli aż do Dźwiny, w końcu lutego wojska szwedzkie pojawiły się pod Rygą (obroną miasta dowodził Jerzy Farensbach), a 28 marca obległy Kokenhausen. Miasto padło 1 kwietnia i broniła się już tylko polska załoga w zamku. Niektóre zagony szwedzkie przeszły Dźwinę zagrażając Kurlandii, a nawet Żmudzi. Zamku w Kokenhausen Karol nie zdołał zdobyć, pozostawił więc w mieście 2600 żołnierzy, by blokowali załogę zamku, a sam z główną armią wycofał się 30 km na północ od Kokenhausen – do Erlaa. Tam przekazał naczelne dowództwo swemu synowi z nieprawego łoża Carlowi Gyllenhjelmowi, a sam ruszył do Szwecji po nowe zaciągi.

### Działania wojsk litewskich

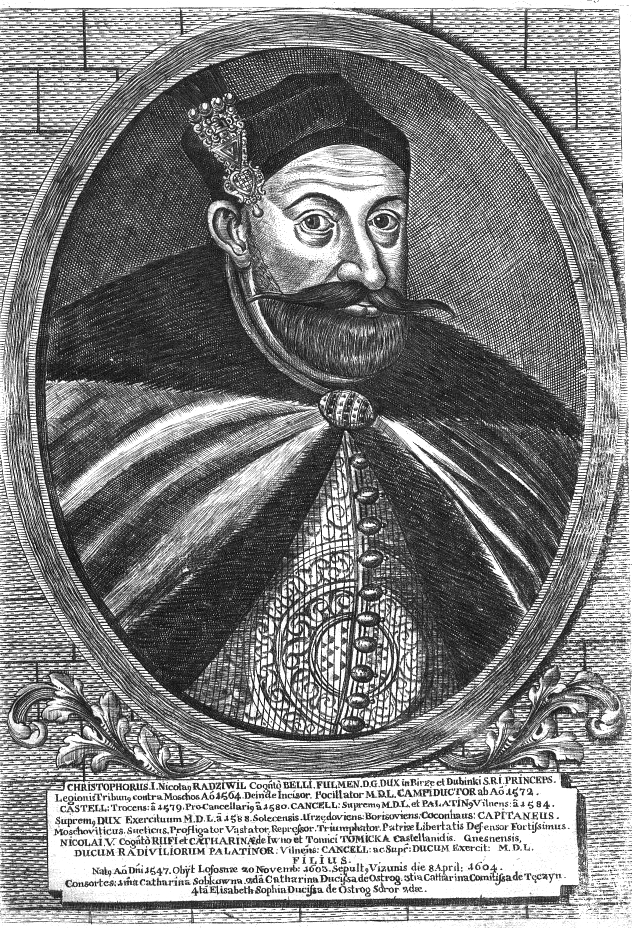
Hetman wielki litewski Krzysztof Mikołaj Radziwiłł „Piorun”

Wiosną 1601 roku sejm Rzeczypospolitej poważniej zajął się toczoną w Inflantach wojną i uchwalił duże podatki. Dowództwo nad tworzoną armią powierzono hetmanowi wielkiemu koronnemu Janowi Zamoyskiemu. Do czasu utworzenia tej armii Kurlandii i Żmudzi przed Szwedami bronić miał hetman wielki litewski Krzysztof Radziwiłł „Piorun”, który 30 kwietnia zarządził koncentrację prywatnych pocztów magnackich i zaciągniętych oddziałów zaciężnych oraz piechoty wybranieckiej w Oniksztach nad rzeką Świętą (dopływ Wilii). Koncentrację sił litewskich osłaniał stojący na pograniczu Żmudzi pułkownik Jan Siciński. Z powodu zbyt powolnego zbierania się wojsk zniecierpliwiony Radziwiłł posłał Sicińskiego pod Kokenhausen, by zablokować oblegających zamek Szwedów. Uwolnione Kokenhausen miało stać się początkową bazą operacyjną hetmana do dalszych działań. Siciński dotarł pod Kokenhausen 12 maja, zepchnął Szwedów do miasta i odciął im dowóz żywności. Próbę odsieczy Gyllemhjelma odparł z pomocą Radziwiłła (w potyczce tej Szwedzi stracili podobno 600 ludzi i 2 działa). Za wycofującymi się Szwedami hetman wysłał w pościg 1000 jeźdźców pod wodzą Sicińskiego, który w okolicy Erlaa zaatakował Gyllenhjelma i zmusił go do odwrotu na północ. Rozpoczęło się oblężenie zamkniętych w Kokenhausen Szwedów.
Siły hetmana 8 czerwca wzmocnił starosta żmudzki Jan Karol Chodkiewicz. Armia litewska osiągnęła stan 4000 żołnierzy. Wkrótce do wojsk litewskich dotarła wieść o przybyciu floty szwedzkiej z posiłkami dla Gyllenhjelma, któremu Karol rozkazał marsz na odsiecz oblężonemu Kokenhausen. Carl Gyllenhjelm wyruszył 22 czerwca, prowadząc ze sobą armię liczącą 4900 żołnierzy (w tym 900 piechoty) i 17 dział. Wyprawa ta zakończyła się dla Szwedów 23 czerwca katastrofalną klęską w bitwie pod Kokenhausen. Pozbawione nadziei otoczone w Kokenhausen wojska szwedzkie (1800 żołnierzy) skapitulowały. Wraz z kapitulacją Szwedów oprócz miasta w ręce Litwinów dostała się cała artyleria oblężnicza (4 ciężkie działa), dwa wielkie moździerze i pięć mniejszych dział.
W kierunku zagrożonego Dyjamentu ruszył pułkownik Dorohostajski oraz piechota dowodzona przez Denhoffa. Owoce niedawnego zwycięstwa nie zostały jednak w pełni wykorzystane, gdyż Radziwiłł i Chodkiewicz pokłócili się i rozdzielili swe siły. Po odejściu pocztów magnackich przy Radziwille pozostało tylko 2000 żołnierzy. Jednak mimo tego udało mu się jeszcze odzyskać cztery zamki. Gdy Gyllenhjelm odbudował swą armię, Radziwiłł ruszył pod Nitaure leżące w pobliżu Kiesi, gdzie stacjonowali Szwedzi. Nie mogąc doczekać się Chodkiewicza sam uwolnił zamek, zmuszając Gyllenhjelma do odwrotu. Wkrótce potem wspólnie z Chodkiewiczem obległ zamek Rauna, jednak oblężenie przedłużało się, w obozie litewskim wybuchła epidemia, co razem z licznymi dezercjami zmniejszyło liczebność wojsk litewskich do zaledwie 1400 żołnierzy w połowie sierpnia.
Do Parnawy przybył 26 lipca Jan hrabia Nassau (synowiec Wilhelma Orańskiego), przyjaciel reformatora wojsk holenderskich Maurycego Orańskiego. Ufając jego doświadczeniu książę Karol powierzył mu naczelne dowództwo nad siłami szwedzkimi w Estonii i Inflantach. Nowy dowódca energicznie zajął się przezbrajaniem armii szwedzkiej, wyposażając piechotę w piki i nowoczesne muszkiety. W drugiej połowie sierpnia Gyllenhjelm, Karol Sudermański i hrabia Nassau (12–14 tys. żołnierzy i 20 dział) ruszyli na Rygę. Miasto od strony morza zablokowała flota szwedzka, wysadzając jednocześnie desant w sile 1500 żołnierzy.
Początkowo Radziwiłł miał zamiar ruszyć w kierunku Kiesi, jednak wiadomość, że armia koronna Zamoyskiego jest jeszcze daleko, ruszył na pomoc Rydze. Armia litewska, ze względu na ogromny tabor (podobno 3000 wozów) posuwała się bardzo wolno, toteż jeszcze przed dotarciem do Rygi szwedzka awangarda dopadła 31 sierpnia Litwinów i urwała im około 300 wozów i kilka dział. Wojska Radziwiłła wkroczyły do Rygi 2 września. Farensbach, który był komendantem miasta, miał wewnątrz murów 1100 piechoty szkockiej i niemieckiej oraz kilka chorągwi jazdy.
Karol Sudermański zamierzał zdobyć Rygę zanim przybędzie Zamoyski, jednak szturm, który przeprowadził w nocy z 8 września na 9 września, został odparty, a Szwedzi ponieśli bardzo poważne straty. Nie powiódł się także atak na Dyjament. Wkrótce Szwedów dotknęły głód i choroby, w wyniku czego armia Karola zmniejszyła się do 9 tys. żołnierzy. Z powodu zbliżających się wojsk koronnych w nocy z 26 września na 27 września Szwedzi zwinęli oblężenie i wycofali się na północ, wzmacniając jednocześnie załogi w zamkach. Karol udał się do Szwecji po nowe zaciągi, a w Inflantach dowództwo zostało w rękach hrabiego Nassau.

### Wyprawa Zamoyskiego

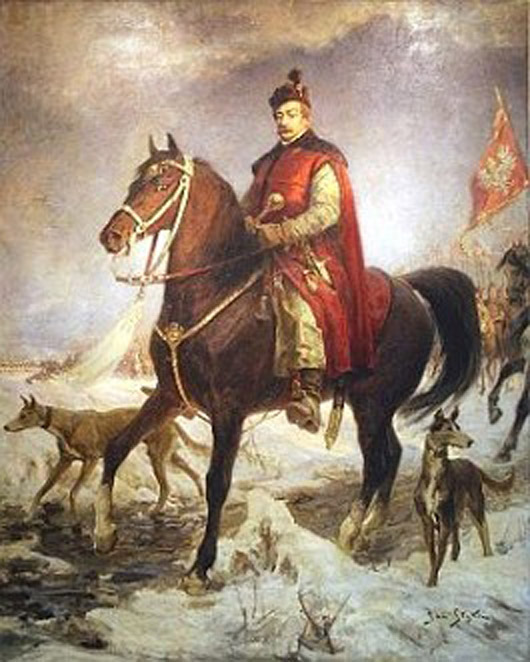
Hetman wielki koronny Jan Zamoyski

Jan Zamoyski, a wraz z nim król Zygmunt III Waza, przybył do Inflant, prowadząc ze sobą armię liczącą 15 000 żołnierzy i 50 dział, w tym 15 ciężkich kolubryn. Nie udało mu się dopaść Szwedów pod Rygą, gdyż ci zdążyli się wycofać. Farensbach radził wysłać w pogoń za Szwedami jazdę, jednak Zamoyski postanowił przeprowadzić oblężniczą kampanię polegającą na kolejnym obieraniu zajętych przez Szwedów zamków. Nie zapowiadało to łatwych i szybkich sukcesów, gdyż Karol Sudermański w głównych twierdzach inflanckich zostawił aż 7400 piechoty, a pozostałą jazdę przeznaczył do walki podjazdowej z wojskami polskimi.
W końcu roku (19 grudnia) zdobyty został Wolmar (król Zygmunt III w trakcie oblężenia wrócił do Polski). Wkrótce głód, choroby i dezercja połączona z podjazdową wojną prowadzoną przez Szwedów zredukowały armię Zamoyskiego do 5000 żołnierzy. W tej sytuacji hetman przerwał kampanię i ruszył do Dorpatu na leże zimowe. Działania wojenne wznowiono wiosną 1602 roku. Pierwszy sukces w nowym roku miał miejsce w maju 1602 roku, gdy zdobyto Fellin. Dwa tygodnie po wzięciu Fellina licząca już tylko 2000 żołnierzy armia koronna ruszyła na Biały Kamień, a przeciw zbierającym się pod Rewlem szwedzkim siłom wysłano hetmana polnego Stanisława Żółkiewskiego. Pokonanie Szwedów odebrało załodze obleganego od czerwca Białego Kamienia nadzieję na odsiecz. Oblężenie Białego Kamienia zakończyło się 30 września kapitulacją.
Po zdobyciu kilku mniejszych twierdz Zamoyski przemieścił swe siły w kierunku Dorpatu. Prawie całe Inflanty i Estonia (z wyjątkiem Rewla, Parnawy, Hapsalu i Dorpatu) znalazły się w rękach Polski i Litwy. Zamoyski chciał jeszcze pokusić się o Narwę i wschodnią Estonię, jednak nie był w stanie nakłonić nieopłaconych wojsk do dalszych działań. W październiku 1602 roku cała jazda odeszła na południe, a w zdobytych zamkach pozostała tylko część piechoty pod wodzą starosty Białego Kamienia pułkownika Jakuba Potockiego. Zamoyski poczekał na przybycie 50 tys. złotych dla nieopłaconych żołnierzy, ze swoich pieniędzy dopłacił jeszcze 19 tys. złotych po czym zrzekł się dowództwa w Inflantach i wrócił do Polski. Na jego miejsce wodzem pozostałych w Inflantach i Estonii wojsk został Jan Karol Chodkiewicz.

### Chodkiewicz naczelnym wodzem Rzeczypospolitej w Estonii i Inflantach

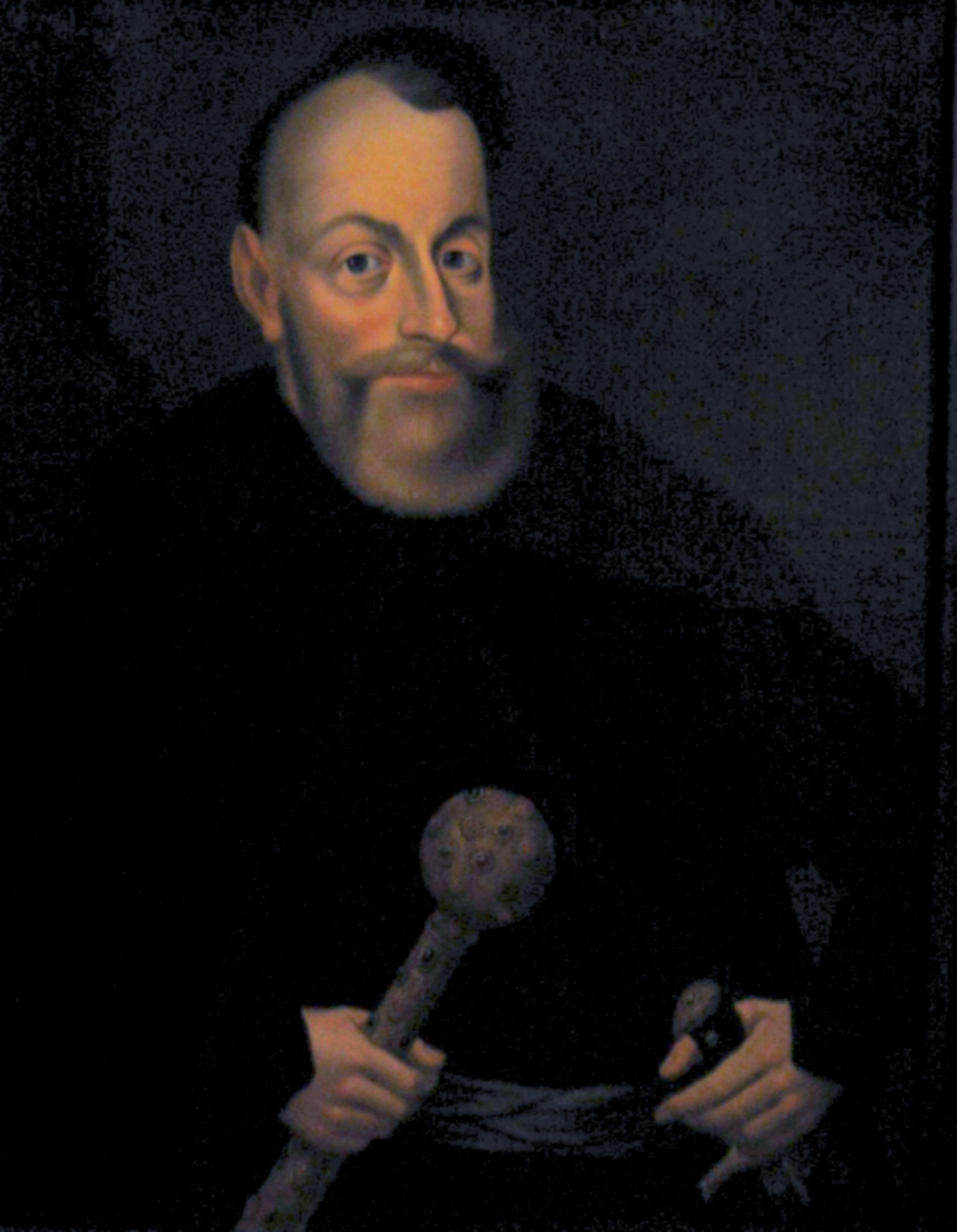
Jan Karol Chodkiewicz

Chodkiewicz miał do dyspozycji łącznie 3000 nieopłaconych żołnierzy. Ponieważ sejm nie uchwalił dostatecznie dużych podatków, by zapłacić zaległy żołd, mianowany komisarzem generalnym wojska w Inflantach Chodkiewicz opłacił wojsko z własnej kiesy. Po zaspokojeniu żądań płacowych w pierwszej połowie listopada niewielka armia Chodkiewicza ruszyła na Dorpat i 16 listopada zablokowała miasto. Szwedzi także zaczęli wykazywać niechęć do pełnej niepowodzeń i coraz kosztowniejszej wojny. Doszło nawet z tego powodu do opozycji przeciw Karolowi Sudermańskiemu, który jesienią 1602 roku powierzył naczelne dowództwo w Inflantach i Estonii byłemu stronnikowi Zygmunta III Arvidowi Erikssonowi Stålarmowi. Do pomocy przysłano mu pułkownika Andersa Lennartssona, który zmobilizował służbę ziemską i chłopów w sile 2000 ludzi. Następnie Lennartsson 26 lutego 1603 roku zaatakował Rakvere, niedawno zdobyte przez Litwinów. Chodkiewicz, przy którym zostało już tylko 800 żołnierzy, dowiedział się o tym ataku 1 marca i postanowił podzielić swe niewielkie siły. Dla dalszego blokowania Dorpatu zostawił 100 piechoty i kilkaset jazdy, a sam z 4 chorągwiami jazdy (300 żołnierzy) ruszył 2 marca do Rakvere. Na miejscu siły Chodkiewicza wzmocnione zostały przez 500 żołnierzy z tamtejszej załogi. Trzy dni później Chodkiewicz pobił Szwedów pod Rakvere. Gdy wrócił pod Dorpat, pozbawiona nadziei na odsiecz załoga skapitulowała 13 kwietnia 1603 roku (przy życiu zostało 1052 żołnierzy szwedzkich). Litwini przejęli miasto z całą artylerią (80 dział), ponadto część piechoty niemieckiej porzuciła służbę u Szwedów i wstąpiła do armii litewskiej. Chodkiewicz miał zamiar ruszyć na Narwę, by zmusić ją do kapitulacji głodem, jednak nieopłacone wojsko odmówiło posłuszeństwa, a ponadto puściły lody w Zatoce Fińskiej, dzięki czemu statki szwedzkie mogły dopłynąć do brzegów Estonii i dostarczyć swym wojskom zaopatrzenie.
Wiosną 1603 roku Karol Sudermański zapewnił sobie pokój od strony Danii i mógł teraz rozpocząć przygotowania do nowej kampanii w Estonii. Zanim do Inflant przybyły nowe siły szwedzkie, Chodkiewicz przejął inicjatywę i w czerwcu wysłał dwie duże grupy wojska – jedną pod Narwę, a drugą z Felina pod Parnawę, której przedmieścia żołnierze litewscy zaatakowali 12 czerwca. Po spaleniu przedmieść Starej Parnawy Litwini wycofali się, a zaatakowani przez ścigającą ich rajtarię – rozbili ją. Po napotkaniu dużych sił maszerujących z pomocą od strony Rewla, wyminęli je i dotarli do Felina. Choć sam miał niewielkie siły, Chodkiewicz zdołał dokonać wypadu pod Rewel i spustoszyć jego okolice. Jesienią 1603 roku działania wojenne zostały wstrzymane, a polowe wojska szwedzkie udały się na leże zimowe do Finlandii.
W lutym 1604 roku riksdag powołał Karola Sudermańskiego na tron szwedzki. Wiosną nowy król zażądał od parlamentu uchwalenia podatków na utworzenie armii złożonej z 9000 żołnierzy zaciężnych. Gorzkie doświadczenia z wojny w Inflantach kazały Karolowi zrezygnować z narodowego wojska typu milicyjnego i oprzeć się na zawodowcach. Celem było stworzenie wojska szkolonego na wzór armii holenderskiej, która odnosiła sukcesy w walce z Hiszpanami podczas wojny osiemdziesięcioletniej. Wiosną cała Szwecja przystąpiła do intensywnych przygotowań, mających odmienić losy wojny z Rzecząpospolitą. W tym czasie nieopłacone wojska Chodkiewicza z powodu dezercji i głodu z dnia na dzień były coraz słabsze. Przybycie zaległego żołdu na początku czerwca, a zaraz potem posiłków z Korony uratowały sytuację do tego stopnia, że wojska Rzeczypospolitej w Inflantach znów mogły podjąć działania przeciw Szwedom. W czerwcu i lipcu wylądowały w Estonii świeże wojska szwedzkie dowodzone przez Arvida Stålarma i hiszpańskiego najemnika Alonzo Cacho de Canuta. Wojska te ruszyły 11 września z Rewla na Biały Kamień, docierając na miejsce po 4 dniach marszu. Pierwszy szturm nie powiódł się, drugiego natomiast nie było, gdyż 25 września przybył z odsieczą Chodkiewicz. W bitwie pod Białym Kamieniem armia szwedzka została kompletnie rozbita. Brak żołdu dla wojska uniemożliwił Chodkiewiczowi wykorzystanie tego znakomitego zwycięstwa. Wkrótce nieopłacone wojsko zbuntowało się i zawiązało konfederację, na której czele stanął słynny później towarzysz husarski Aleksander Lisowski. Działania w Inflantach znów zamarły, gdyż przy Chodkiewiczu zostało niewielu żołnierzy.

### Główna kampania
Pogrążony w kłótniach sejm roku 1605 nie uchwalił podatków, co przyczyniło się do braku pieniędzy na dalsze prowadzenie wojny ze Szwecją. Chodkiewicz, od niedawna hetman wielki litewski, stanął więc przed niezwykle trudnym zadaniem. Szwecja natomiast do dalszej wojny przygotowywała się bardzo solidnie. Riksdag uchwalił bardzo wysokie podatki, ponadto Szwecja uzyskała wsparcie finansowe od cara rosyjskiego Borysa Godunowa, który zamierzał odciągnąć króla Zygmunta III od planowanej wyprawy na Moskwę. Szwecja sprowadziła do siebie rzeszę fachowców z całej Europy. Nic dziwnego zatem, że już w lipcu król Szwecji Karol IX miał gotową armię i mógł przystąpić do działań w Inflantach. Chodkiewicz zdołał jedynie nieco zwiększyć swe siły i zażegnać bunt w swoich oddziałach przez zapłatę zaległego żołdu.
Na początku sierpnia wylądował w Rewlu korpus szwedzki (5000 żołnierzy) dowodzony przez Andersa Lennartssona. W kilka dni później pod Dyjamentem flota szwedzka wysadziła desant w sile 4000 żołnierzy, na którego czele stał hrabia Fryderyk Joachim Mansfeld. Szwedzi postanowili opanować wreszcie najpotężniejsze miasto inflanckie, które w znacznym stopniu panowało nad litewskim handlem zagranicznym – Rygę. Załoga miasta liczyła 2–3 tys. mieszczan. Ponieważ Chodkiewicz nie za bardzo ufał mieszkańcom Rygi, wprowadził do miasta oddziały wojsk polsko-litewskich. Po nieudanej próbie opanowania Dyjamentu Mansfeld 13 sierpnia rozłożył swe siły pod Rygą. Doszło wkrótce do pierwszych utarczek z załogą miasta. Stojący pod Dorpatem Chodkiewicz (2400 jazdy i 1000 piechoty) na wieść o ataku na Rygę natychmiast ruszył na pomoc. Gdy otrzymał z Rygi wiadomość, że miasto doskonale sobie radzi z oblegającymi je wojskami szwedzkimi, wysłał do Rygi w celach rozpoznawczych oddział rotmistrza Tomasza Dąbrowy, a sam ruszył przeciwko maszerującym wojskom Lennartssona. Gdy Lennartsson dowiedział się o pochodzie Chodkiewicza, zawrócił na Parnawę i zamknął się w ufortyfikowanym obozie.
W połowie września wylądował pod Parnawą król Szwecji Karol IX wraz z 5000 żołnierzy. Gdy połączył się z nim Lennartsson 10 000 żołnierzy szwedzkich ruszyło drogą wzdłuż brzegu morza w kierunku Rygi. Ponieważ trasę szwedzkiego przemarszu osłaniały gęste lasy, bagna oraz rzeczki i strumienie wpadające do morza, Litwini nie mogli zaatakować Szwedów. Chodkiewicz zatem maszerował równolegle do armii Karola IX i idąc przez Wolmar i Wenden dotarł 27 września do Kircholmu leżącego wtedy 15 km od Rygi. Armia litewska w ciągu dwóch dni marszu leśną i uciążliwą drogą pokonała odległość 80 km. Chodkiewicz założył pod Kircholmem obóz, by prowadzić z tego miejsca działania przeciwko oblegającej Rygę armii szwedzkiej, która była na miejscu już od czterech dni. Na wiadomość o zbliżaniu się Litwinów król Karol IX zwołał wieczorem 26 września naradę wojenną, na której postanowiono uderzyć na Chodkiewicza wszystkimi siłami.

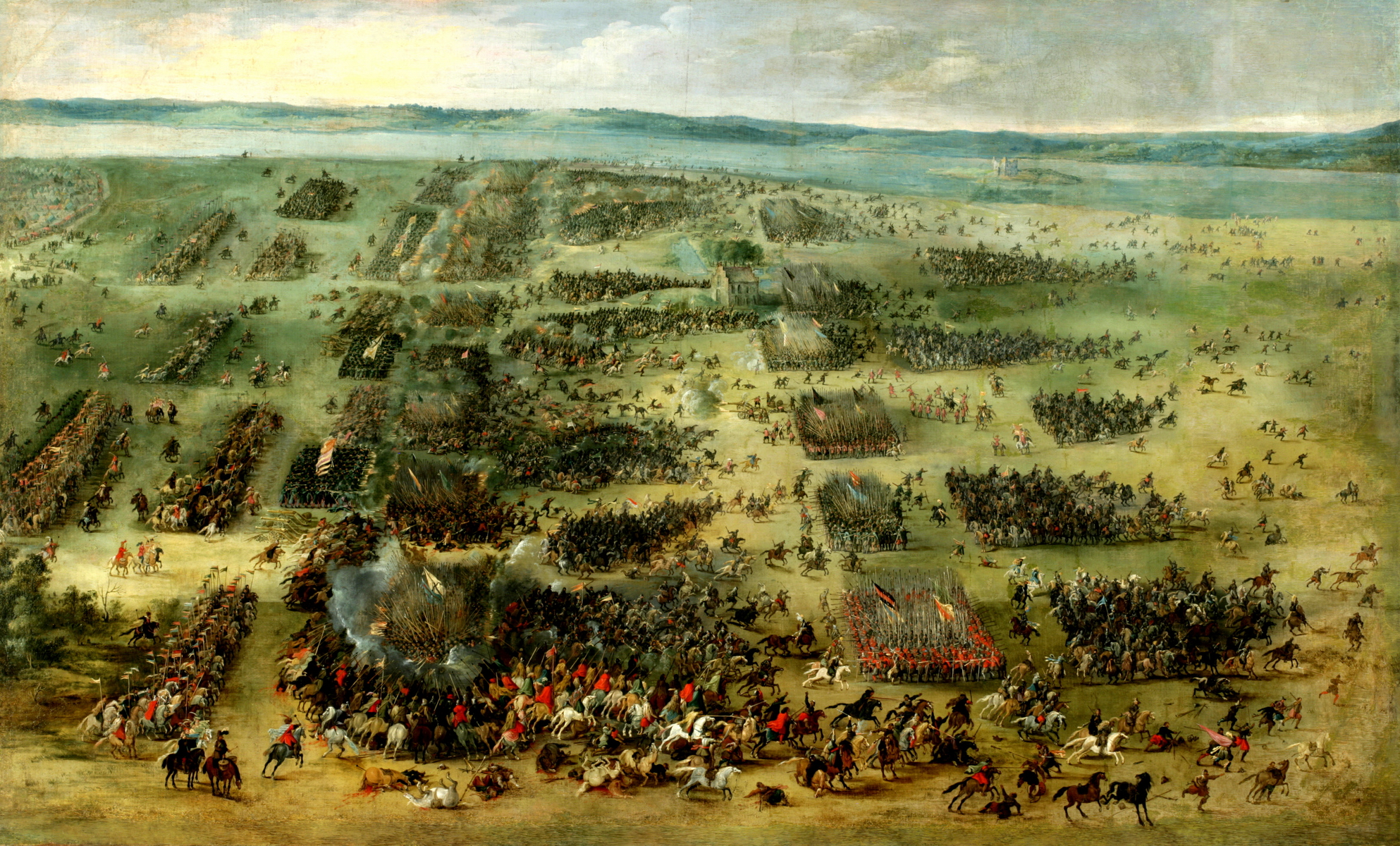
Bitwa pod Kircholmem

Nocą na 27 września armia szwedzka ruszyła naprzeciw armii litewskiej. Silna burza w połączeniu z ulewą spowodowały zamoknięcie ładownic z prochem oraz grzęźnięcie dział w błocie. Konieczne było zarządzenie postoju i rezygnacja z próby zaskoczenia armii litewskiej o świcie. Wkrótce obie armie stanęły naprzeciw siebie i doszło do słynnej bitwy pod Kircholmem. Efektowne zwycięstwo wojsk litewskich zrobiło ogromne wrażenie w całym świecie, rozsławiając zarówno imię wodza zwycięskiej armii Chodkiewicza, jak i wojsko Rzeczypospolitej. Zwyczajne już podczas tej wojny braki finansowe, których efektem było nieopłacenie wojska, nie pozwoliły w pełni wykorzystać tego sukcesu i odzyskać utraconych zamków w Inflantach. Jednak nie zmieniało to faktu, że armia szwedzka przestała istnieć, a Ryga została uwolniona od oblężenia. Szwedzi po takiej klęsce nie mogli dojść do siebie i chętnie przystali na zawarcie rozejmu, który miał obowiązywać do 31 października 1608 roku. Rozejm ten jednak nie był przestrzegany, a do drobnych starć dochodziło w całym 1606 roku. W 1607 roku Chodkiewicz zostawił w Inflantach niewielkie załogi i ruszył na wezwanie króla by walczyć z rokoszem Zebrzydowskiego. Odejście Chodkiewicza umożliwiło Mansfeldowi zdobycie Białego Kamienia.

### Ostatnie lata wojny
Do pierwszych poważnych działań wojennych od bitwy pod Kircholmem doszło w drugiej połowie 1608 roku. Do ofensywy ruszyli Szwedzi, którzy zdążyli otrząsnąć się już po klęsce i 1 sierpnia 1608 roku Fryderyk Joachim Mansfeld zdobył „wrota Rygi” – czyli twierdzę Dyjament. Wkrótce potem opanował Fellin i Kokenhausen. Szwedzi przystąpili do oblężenia Rygi. Wobec tak oszałamiających sukcesów Karol IX zaczął poważnie myśleć nie tylko o zdobyciu Rygi, ale nawet o przeniesieniu wojny na teren Litwy. Doszedł do wniosku, że uda mu się wykorzystać zaangażowanie Zygmunta III w Rosji i zdobyć Inflanty na stałe. Ułatwić mu to miało zawarcie 28 lutego 1609 w Wyborgu układu sojuszniczego z rosyjskim carem Wasylem Szujskim. W myśl jego postanowień Karol IX Sudermański miał oddać w ręce rosyjskie twierdze w Inflantach, odbite w czasie tej wojny. Korpusy szwedzkie Edwarda Horna i Jacoba Pontussona De la Gardie połączyły się z wojskami rosyjskimi. W kwietniu do Nowogrodu Wielkiego przybyło 15 000 żołnierzy szwedzkich i najemników z Francji, Szkocji, Niemiec i Anglii. Rozpoczęła się wojna polsko-rosyjska (1609–1618).
W sierpniu 1608 roku wrócił do Inflant Chodkiewicz, jednak ze względu na zaangażowanie znacznych sił Rzeczypospolitej na terenie państwa moskiewskiego wojsk przy nim było bardzo niewiele. Dzięki swej ogromnej energii hetman do jesieni zebrał 18 chorągwi jazdy w sile 2019 żołnierzy. Wojska litewskie ze względu na przewagę liczebną nieprzyjaciela musiały ograniczyć się do wojny podjazdowej, w której Szwedzi ponosili znaczne straty. Tradycyjnie brakowało pieniędzy, ale ponieważ sejm obiecał uchwalić na ten cel odpowiednie podatki, żołnierze zgodzili się pozostać w służbie do 19 kwietnia 1609 roku. Wkrótce przybyły Chodkiewiczowi z pomocą prywatne oddziały magnatów litewskich. Początkową bazą wojsk Chodkiewicza były Birże, jednak po rozpoznaniu ruchów i pozycji nieprzyjaciela hetman przeniósł się do Salis (obecnie Salacgrīva). Nie mogąc zatrzymać posiłków, które wysłano z Parnawy do Dyjamentu, ruszył na Parnawę przebywając w ciągu 6 dni 200 kilometrów i 2 marca 1609 roku zdobył miasto. Zostawiwszy 200 żołnierzy załogi Chodkiewicz ruszył na zagrożoną przez Mansfelda Rygę. Po drodze na zaimprowizowanej flocie pokonał Szwedów na morzu w bitwie pod Salis i uwolnił Rygę od morskiej blokady. Gdy Chodkiewicz dotarł pod Rygę, pobił Mansfelda zadając mu ciężkie straty (Szwedzi stracili podobno 2000 zabitych, 100 jeńców i 18 chorągwi) i zmusił go do odwrotu, uwalniając Rygę od oblężenia. Wojska litewskie przystąpiły teraz do oblężenia Dyjamentu.
W lipcu na spotkaniu w Wilnie król Zygmunt III powiadomił Chodkiewicza o swym zamiarze wyprawy na Moskwę, w związku z którą wojska litewskie walczące w Inflantach nie tylko nie dostaną posiłków, ale nawet nie otrzymają zaległego żołdu. Wobec beznadziejnej sytuacji hetman nie tylko zezwolił żołnierzom na założenie konfederacji, ale sam przyłączył się do niej na znak solidarności z walczącymi dotąd z wielką ofiarnością żołnierzami, którzy spotkali się z równie wielką krzywdą, jak i niesprawiedliwością ze strony swego króla.
W takiej sytuacji wódz szwedzki Mansfeld spodziewał się, że nieopłacone wojska litewskie wkrótce się rozejdą i zaproponował hetmanowi rokowania w sprawie wymiany jeńców. Nie czekając na odpowiedź ruszył swe liczące 6000 żołnierzy wojska w kierunku Parnawy. W tej sytuacji Chodkiewicz porzucił oblegany Dyjament i mając 3000 żołnierzy pomaszerował z ratunkiem dla parnawskiej załogi. Po dotarciu na miejsce Litwini założyli 4 mile od miasta obóz i prowokowali Szwedów do ataku. Gdy ci uderzyli ponieśli bardzo ciężkie straty i musieli się wycofać z powrotem pod Parnawę. By nie dopuścić do obleganego przez nich miasta Litwinów, pobudowali zasieki na wszystkich możliwych trasach przemarszu. Chodkiewicz jednak obszedł te przeszkody i pojawił się pod Parnawą od strony Rewla. Po zdobyciu zagradzającego drogę blokhauzu Litwini nawiązali kontakt z miastem. Szwedzki kontratak zamiast wyparcia Litwinów przyniósł nacierającym duże straty. Mansfeld wycofał się zatem na milę w kierunku Rewla. Mimo przewagi liczebnej nie chciał walnej bitwy i okopał się. Ponieważ Chodkiewicz nie zdołał wywabić go z okopów, ruszył z powrotem na Dyjament. Mansfeld jednak nie chciał dopuścić do utraty tej twierdzy i ruszył za hetmanem. Po drodze nieopłacone wojsko odmówiło dalszego marszu i zażądało wypłaty żołdu. Gdy w obozie litewskim trwały rokowania, 2 października nadszedł Mansfeld, który prowadził armię liczącą 5000 żołnierzy. Niebezpieczeństwo sprawiło, że żołnierze litewscy podporządkowali się hetmanowi i cztery dni później pobili Szwedów w bitwie nad Gawią.
Załoga Dyjamentu pozbawiona nadziei na odsiecz skapitulowała 9 października. Był to ostatni poważny sukces Litwinów w tej wojnie, gdyż nieopłacone wojsko całkowicie odmówiło dalszej służby. Zagrożeni przez Danię Szwedzi nie zdecydowali się na wysłanie kolejnych wojsk do Inflant i Mansfeld z braku sił także nie mógł podjąć poważniejszych działań. Działania wojenne wygasły, a wybuch wojny kalmarskiej skłonił Szwedów do przerwania wojny z Rzecząpospolitą. Ostatecznie w kwietniu 1611 roku Szwecja i Rzeczpospolita podpisały rozejm na 9 miesięcy. Śmierć Karola IX, niepowodzenia szwedzkie w wojnie z Danią oraz zaangażowanie się Zygmunta III w wojnę z Rosją sprawiły, że obie strony w kwietniu 1612 roku chętnie przedłużyły rozejm o 10 miesięcy, a 20 stycznia 1614 roku zawarto układ o zawieszeniu broni na ponad dwa lata, czyli do 29 września 1616 roku.
Wojna została wznowiona w 1617.

## Chronologiczna lista bitew
- 1600 – bitwa pod Karksi (29 października)
- 1600 – bitwa pod Lambazi (15 listopada)
- 1601 – bitwa pod Kiesią (7 stycznia)
- 1601 – bitwa pod Ergle (2 czerwca)
- 1601 – bitwa pod Kokenhausen (23 czerwca)
- 1601 – oblężenie Wolmaru (18 października – 18 grudnia)
- 1602 – oblężenie Fellina (25 marca – 17 maja)
- 1602 – bitwa pod Rewlem (30 czerwca)
- 1602 – oblężenie Białego Kamienia (31 maja – 30 września)
- 1603 – Bitwa pod Rakvere (5 marca)
- 1604 – bitwa pod Białym Kamieniem (25 września)
- 1605 – bitwa pod Kircholmem (27 września)
- 1608 – oblężenie Dyjamentu (sierpień)
- 1609 – oblężenie Parnawy (28 lutego – 2 marca)
- 1609 – bitwa morska pod Salis (23–24 marca)
- 1609 – Bitwa nad Gawią (6 października)